# Glebionis coronaria
Espèce
Classification phylogénétique

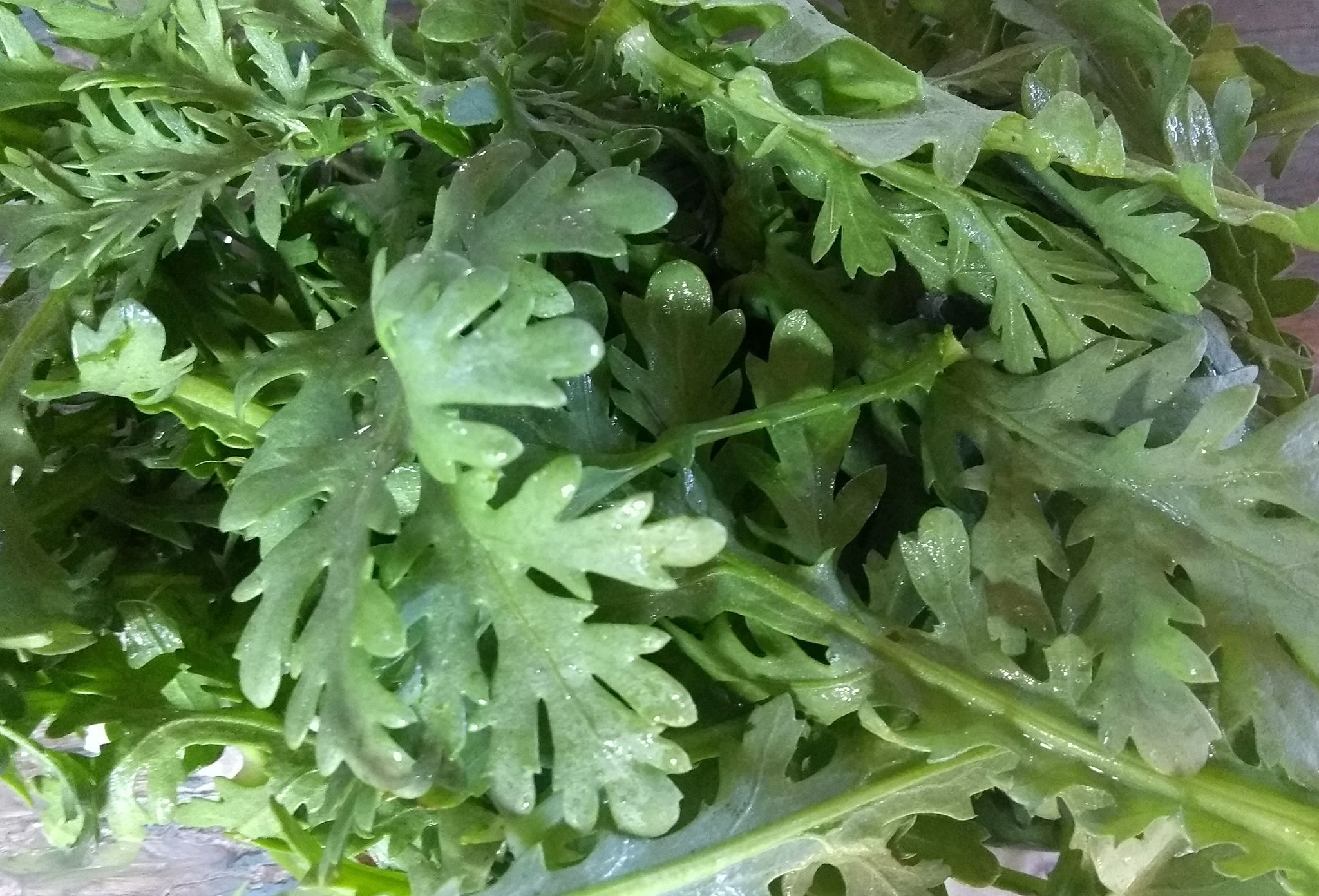
Shungiku.

Le Chrysanthème couronné, Chrysanthème des jardins, Chrysanthème Comestible ou Chrysanthème à couronnes (Glebionis coronaria), est une espèce de plante à fleurs de la famille des Asteraceae et du genre Glebionis, d'origine méditerranéenne, comestible et très utilisée en Asie. 
Glebionis est proche du genre Chrysanthemum.

## Description
Le chrysanthème à couronne est une plante annuelle, de 20 à 120 cm de haut, à tige dressée.
Les feuilles sont bipennatipartites à bipennatiséquées, avec de larges lobes. 
Les capitules sont gros, solitaires. Les fleurs périphériques ont une ligule blanc et jaune dans la partie inférieure (var. discolor) ou entièrement jaune (var. coronaria).
Les fruits sont des akènes de 2-3 mm.

## Écologie
Il se rencontre dans les friches, les décombres, bords des routes, essentiellement sur calcaire. On le retrouve dans les climats tempérés même s'il s'adapte bien en altitude dans les régions tropicales.
On le trouve en France sur le littoral méditerranéen et la Corse. Il est présent aussi en Espagne, Italie, Dalmatie, Grèce, Israël, Afrique du Nord. 
Il fut introduit en Chine sous la dynastie des Song (960-1279).

## Utilisations
Les feuilles sont consommées en Asie en particulier dans la cuisine de la Chine et du Japon. Connu en chinois sous le nom de tonghao (茼蒿), en coréen de ssukgat (쑥갓) et en japonais de shungiku (春菊) ou encore au Vietnam sous le nom de rau tần ô. En Chine, les jeunes feuilles souvent considérées comme un légume. La cuisson permet d'adoucir l'arôme fort que la plante dégage.

## Synonymes
- Chrysanthemum coronarium L.
- Chrysanthemum coronarium var. spatiosum L.H.Bailey
- Chrysanthemum roxburghii Desf.
- Chrysanthemum spatiosum (L.H.Bailey) L.H.Bailey
- Glebionis roxburghii (Desf.) Tzvelev

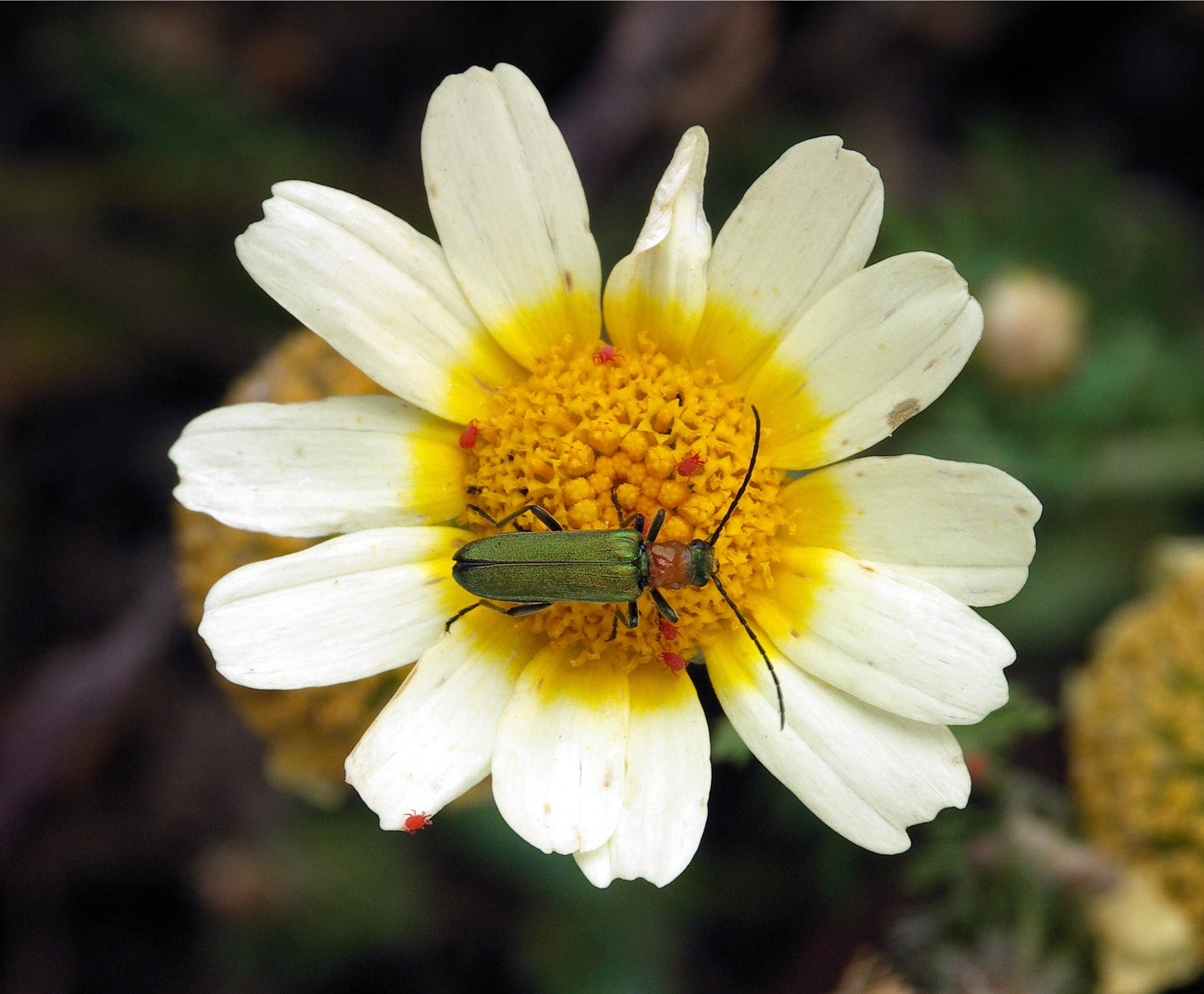
var. discolor.
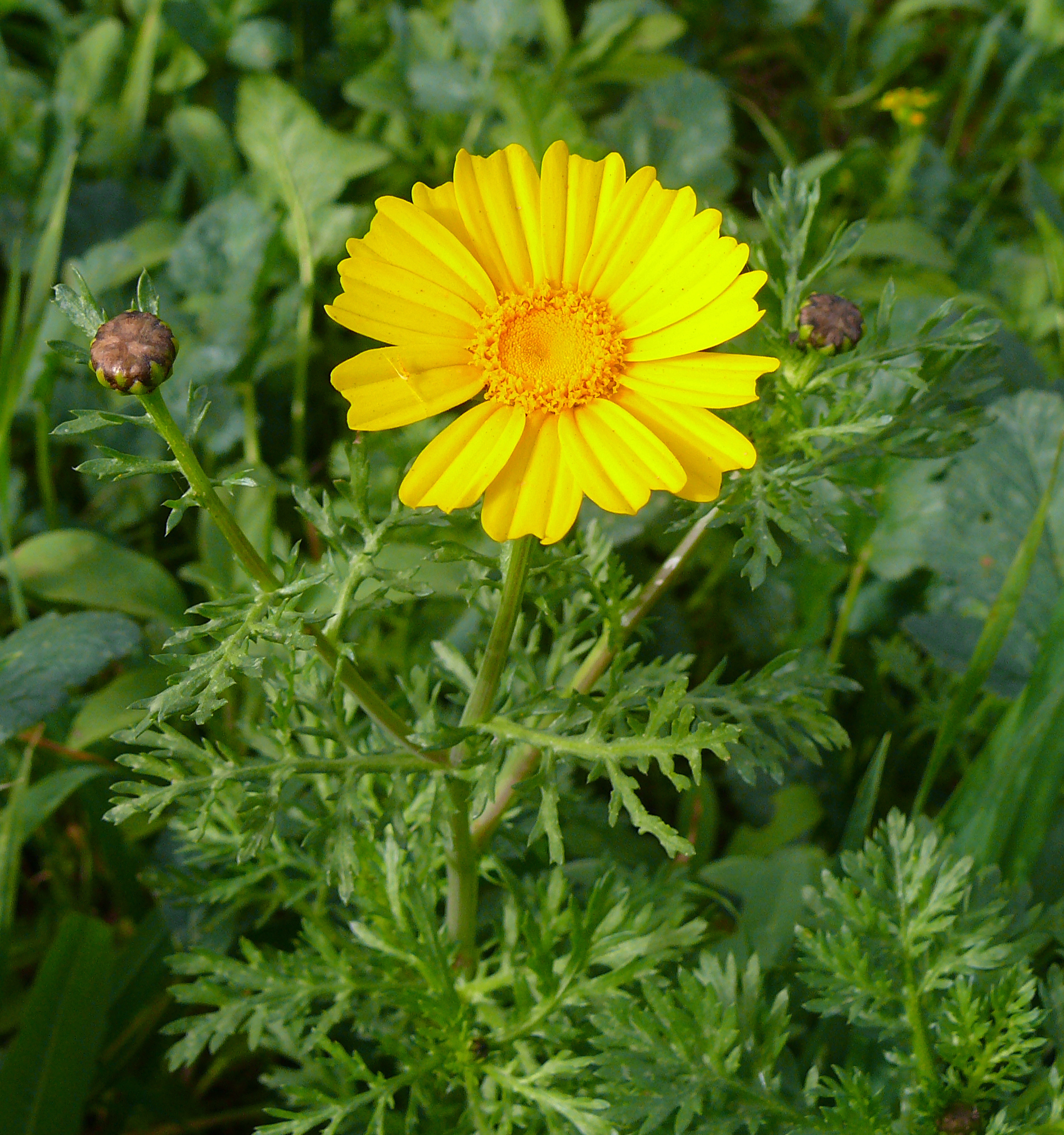
var. coronaria.
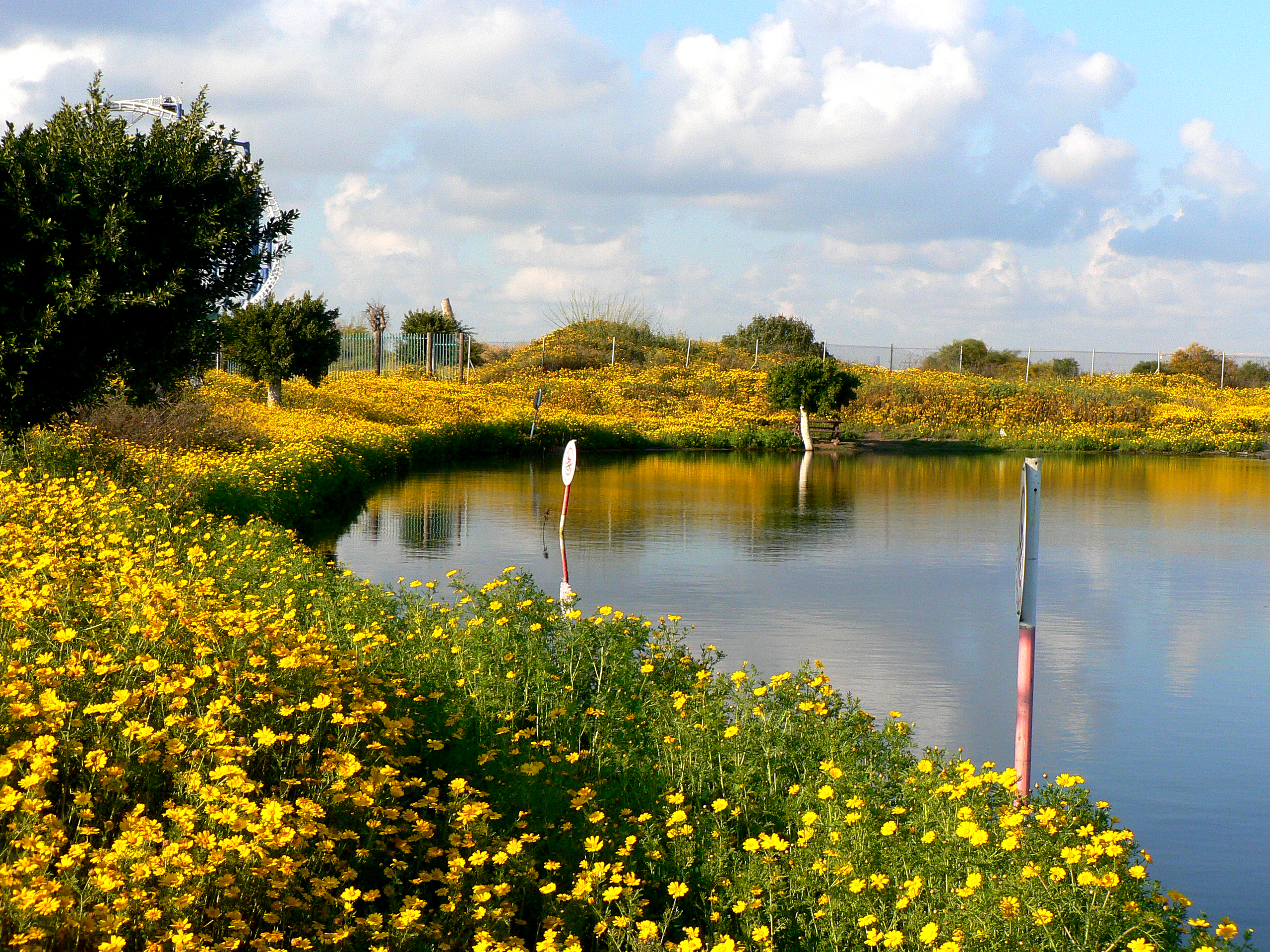
Rishon LeZion, Israel.